# جیل بولت تیلور
جیل بولت تیلور (به انگلیسی: Jill Bolte Taylor) متولد ۴ مه ۱۹۵۹ یک عصب‌شناس آمریکایی، نویسنده، و سخنران الهام‌بخش است.
جیل تیلور شروع به مطالعه در مورد بیماری‌های ذهنی و روانی شدید کرد، چرا که او می‌خواست به چگونگی عملکرد مغز پی ببرد و بداند به چه علت رویاهای او به واقعیت می‌پیوندد، در حالی‌که برادرش نمی‌تواند رویاهای خود را به واقعیت پیوند دهد و آن‌ها به توهم مبدل می‌شود. تیلور در یک آزمایشگاه در بوستون شروع به کار کرد، جایی که آن‌ها مغز را نقشه‌برداری می‌کردند تا تشخیص دهند که کدام سلول‌ها با کدام سلول‌ها ارتباط برقرار می‌کنند. در ۱۰ دسامبر ۱۹۹۶، تیلور سکته کرد، یک رگ خونی در سمت چپ مغز او دچار خونریزی شد. او توانسته بود شاهد این باشد که چطور مغزش از کار می‌افتد و رو به خاموشی می‌رود. در عرض چهار ساعت، او توانایی حرف زدن، خواندن، راه رفتن، نوشتن و خاطر آوردن هر چیزی از گذشته را از دست داده‌بود. تیلور سکته خود را به بازگشت به دوران نوزادی تشبیه می‌کند.
سکته شدیدی که وی در سال ۱۹۹۶ در سن ۳۷ سالگی تجربه کرد، و هشت سال دوران بهبود، بر کار او به عنوان یک دانشمند و سخنران تأثیر به سزایی گذاشت.
این موضوع باعث نگارش کتاب وی با عنوان «سفری استثنایی که با سکته آغاز شد» در سال ۲۰۰۶ شد. او اولین سخنرانی TED را ایراد کرد که به سرعت در اینترنت پخش شد و پس از آن سخنرانی، کتاب او به کتاب پرفروش نیویورک‌تایمز تبدیل شده و به ۳۰ زبان منتشر شد.
بولت تیلور در روز ۲۱ اکتبر ۲۰۰۸ در برنامه "اپرا وینفری" ظاهر شد. اپرا وینفری در ۱۰ مه ۲۰۰۹ در سخنرانی خود در دانشگاه دوک اظهار داشت: " شما مسئول انرژی‌ای هستید که با خود به همراه می‌آورید تا دانشجویان را برای پذیرفتن مسئولیتی همانند در زندگی آینده تشویق کنید.
مجله تایمز در ماه مه ۲۰۰۸، از او، برای کتابی که نوشته‌بود و همچنین تلاش‌هایی که در جهت اطلاع‌رسانی در مورد سکته مغزی انجام داده بود، در لیست تایم ۱۰۰ به عنوان یکی بانفوذترین افراد جهان یاد کرد. همچنین کتاب وی جوایز دیگری از قبیل جایزه برتر «بهترین کتاب برای بهترین زندگی» را در رده کتاب‌های علمی نیویورک‌سیتی دریافت کرده‌است.